# Berisso
Berisso és una ciutat i capital del partido de Berisso a la Província de Buenos Aires, Argentina. Forma part de l'àrea urbana Gran La Plata i el 2001 tenia una població 95.021. Va ser fundat per immigrants italians.